# Ibrahim Mahlab
Ibrahim Mahlab (en arabe : إبراهيم محلب), né le 12 avril 1949, est un homme d'État égyptien, Président du conseil de 2014 à 2015.

## Biographie
Ibrahim Mahlab effectue sa scolarité au collège des frères de Lassale, où il dit avoir appris « la tolérance et l'ouverture ». En 1972, il obtient son diplôme de l'école polytechnique de l’université du Caire. Ingénieur civil, il rejoint l'entreprise de construction Arab Contractors la même année et accède au poste de président-directeur général en 2001,. Il fait partie des cadres du Parti national démocratique dirigé par Hosni Moubarak. En 2010, il est nommé par le président égyptien au Conseil consultatif, la chambre haute du Parlement,.
Après la révolution du 30 juin 2013, Mahlab occupe le poste de ministre du Logement dans le gouvernement d'Hazem el-Beblawi. En février 2014, après la démission de celui-ci, Ibrahim Mahlab est désigné par Adli Mansour pour former un nouveau gouvernement. L'élection présidentielle de 2014 se tient en mai et est remportée par Abdel Fattah al-Sissi. Le Premier ministre annonce que son gouvernement démissionnera après la prestation de serment du président.
Le 9 juin 2014, le président Abdel Fattah al-Sissi le charge de former un nouveau gouvernement.
Le 12 septembre 2015, Ibrahim Mahlab annonce la démission de son gouvernement. Chérif Ismaïl lui succède.